# Demografía de Pachuca de Soto
De acuerdo con la Demografía de Pachuca de Soto, el municipio cuenta con 277 375 habitantes con lo que concentra el 9.7% de la población total del estado de Hidalgo; según los resultados de la Encuesta Intercensal INEGI 2015,
Según su economía, Pachuca de Soto   registro en 2010 un índice de desarrollo humano de 0.803 (Muy Alto); y aporta el 13.6% del producto interno bruto estatal de Hidalgo.
El 89.9% de los miembros de la sociedad de Pachuca es afecta a profesar la religión católica y les siguen otros grupos religiosos como pentecostales, evangélicos y cristianos, que representan el 8.1 por ciento.
La Zona Metropolitana de Pachuca cuenta con una población de 557 093 habitantes en una superficie de 1201.61 km², y está conformada por siete municipios de Hidalgo (Pachuca de Soto, Mineral del Monte, Mineral de la Reforma, San Agustín Tlaxiaca, Epazoyucan, Zapotlán de Juárez y Zempoala); siendo la trigésima zona metropolitana de México.

## Localidades
Para el año 2015 de acuerdo al Catálogo de Localidades; el municipio de Pachuca de Soto, cuenta con veintiocho localidades activas:
| Código INEGI | Localidad                         | Porcentaje de población (%) | Ámbito Población | Clasificación |
| ------------ | --------------------------------- | --------------------------- | ---------------- | ------------- |
| 130480001    | Pachuca de Soto                   | 95.7896                     | Urbano           | Ciudad        |
| 130480148    | Barrio del Bordo                  | 0.1030                      | Rural            | Ranchería     |
| 130480149    | Barrio la Camelia                 | 0.4398                      | Rural            | Comunidad     |
| 130480150    | San Miguel Cerezo                 | 0.7396                      | Rural            | Comunidad     |
| 130480153    | El Huixmí                         | 0.9583                      | Urbano           | Comunidad     |
| 130480154    | Pitayas                           | 0.0306                      | Rural            | Ranchería     |
| 130480158    | Santiago Tlapacoya                | 1.2551                      | Urbano           | Comunidad     |
| 130480193    | Santa Gertrudis                   | 0.2897                      | Rural            | Comunidad     |
| 130480205    | San Pedro (El Cigarro)            | 0.0045                      | Rural            | Ranchería     |
| 130480207    | La Rabia                          | 0.0063                      | Rural            | Ranchería     |
| 130480214    | Barrio Tiquixu                    | 0.0030                      | Rural            | Ranchería     |
| 130480215    | Colonia las Campanitas            | 0.0713                      | Rural            | Ranchería     |
| 130480217    | Barrio del Judío                  | 0.1628                      | Rural            | Ranchería     |
| 130480220    | Cerro de San Cristóbal            | 0.0179                      | Rural            | Ranchería     |
| 130480234    | Coronas                           | 0.0220                      | Rural            | Ranchería     |
| 130480235    | El Puerto                         | 0.0142                      | Rural            | Ranchería     |
| 130480236    | Cerro de Guadalupe                | 0.0049                      | Rural            | Ranchería     |
| 130480237    | Dos Potrillos                     | 0.0004                      | Rural            | Ranchería     |
| 130480238    | Ejido San Antonio                 | 0.0022                      | Rural            | Ranchería     |
| 130480239    | Ejido San Bartolo                 | 0.0004                      | Rural            | Ranchería     |
| 130480240    | Fraccionamiento Valle del Sol     | 0.0437                      | Rural            | Ranchería     |
| 130480241    | Hilario Monzalvo Roldán           | 0.0034                      | Rural            | Ranchería     |
| 130480242    | La Magueyera (Lucino Pérez Pérez) | 0.0026                      | Rural            | Ranchería     |
| 130480243    | Las Palmitas                      | 0.0026                      | Rural            | Ranchería     |
| 130480246    | Los Chávez                        | 0.0045                      | Rural            | Ranchería     |
| 130480247    | El Tablón                         | 0.0015                      | Rural            | Ranchería     |
| 130480248    | Colonia del Valle                 | 0.0105                      | Rural            | Ranchería     |
| 130480249    | Ejido Villa Aquiles Serdán        | 0.0026                      | Rural            | Ranchería     |

## Dinámica poblacional
De acuerdo a los resultados de la Encuesta Intercensal 2015, Pachuca de Soto cuenta con 277 375 con una tasa de crecimiento de 0.9. Concentra el 9.7% de la población total del estado de Hidalgo y tiene una densidad de población de 1420.25 habitantes por km². Tiene una población de 131 138 hombres y 146 237 mujeres; con una relación de 89.7 hombres por cada 100 mujeres.
En el estado de Hidalgo las mujeres en edad fértil (15 a 49 años) tienen en promedio 1.8 hijos, mientras que en Pachuca de Soto es de 1.6.

### Evolución demográfica
En el año 2000, los estudios arrojaron el dato de 245 208 habitantes, casi el 11% del total de la población en el estado. En 2005 habitaban 275 578 personas mientras que en 2010 se redujo a 267 862, es decir, una reducción de 7716 personas, debido al decreto número 242, del 29 de diciembre de 2006, que aprueba el Convenio de Modificación, Reconocimiento y Fijación de Límites Territoriales celebrado por los ayuntamientos de Pachuca de Soto y Mineral de la Reforma; donde distintas secciones de Pachuca pasaron a formar parte de Mineral de la Reforma; además de los distintos programas de planificación familiar.
De acuerdo a los resultados de la Encuesta Intercensal INEGI 2015, Pachuca de Soto cuenta con 277 375 habitantes con lo que concentra el 9.7% de la población total del estado de Hidalgo.
| Evolución demográfica de Pachuca de Soto                           |
|                                                                    |
| Población según censos y conteos de población y vivienda del INEGI |

### Pirámide de población
Los datos de la pirámide de población de 2015 se pueden resumir así:
- La población menor de 20 años es el 31,91 % del total.
- La comprendida entre 20-40 años es el 32,5 %.
- La comprendida entre 40-60 años es el 24,71 %.
- La mayor de 60 años es el 10,84 %.

De los 277 375 habitantes 120 no especificaron edad y la muestra de edades termina en 75 años y más, sin desglose de edades de 80-84 años y 85 y más.

### Migración
Cerca del 21.0% de la población ha nacido en otra entidad o país. Entre los estados de donde mayormente provienen los inmigrantes nacionales se encuentran la Ciudad de México, el estado de México, Veracruz, Puebla y Michoacán. Entre los inmigrantes internacionales en la ciudad se encuentran estadounidences, chinos y haitianos.

## Etnografía
La dimensión de la comunidad lingüística es de 266 305; es cerca de 9485 personas que hablan alguna lengua indígena, alrededor del 3.6% de la población lingüística. De los cuales 8706 personas hablan tanto español y alguna lengua indígena, 82 personas solo hablan una lengua indígena y 697 personas no especificaron. Los principales grupos étnicos de la región son los pueblos Nahuas y Otomí.
El idioma náhuatl y el otomí son los más hablados en el municipio sin embargo en diversas colonias de Pachuca de Soto se pueden encontrar distintas lenguas, por ejemplo; en la Raza y el Arbolito se tiene presencia de mixteco; en la Concepción y Nopalcalco de zapoteco; en Cubitos y Felipe Ángeles de totonaco; en el Centro y Buganvilias de mazahua; en el Renacimiento y Luz del Carmen de huasteco; en la colonia Europa y Mariano Otero se tiene presencia de maya.

## Pobreza y marginación social

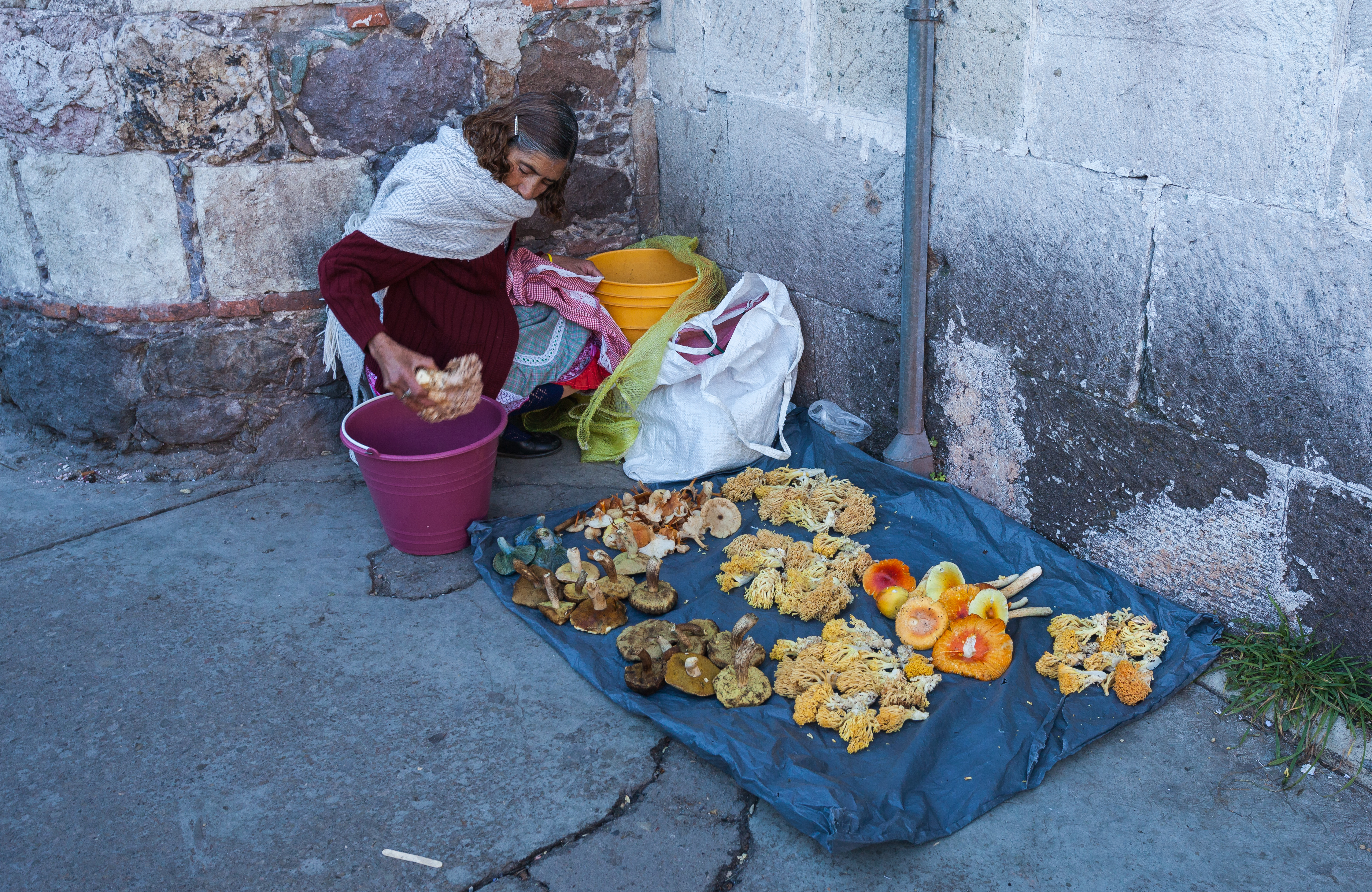
Persona de la tercera edad vendiendo setas en un puesto ambulante de un tianguis de la ciudad.

De acuerdo con el Informe anual sobre la situación de pobreza y rezago social, en Pachuca durante el año 2010 el índice de rezago social fue de: -1.529 lo cual ubica a este municipio con un grado de rezago social catalogado como muy bajo y lo posiciona en el lugar 2387 de los 2456 municipios del país.
En 2010, registro un Índice de marginación de -1.77610 (Muy Bajo); de esta forma Pachuca es el municipio con menor índice de marginación en todo el Estado de Hidalgo.  En 2010, 95 952 individuos (32.3% del total de la población) se encontraban en pobreza, de los cuales 86 236 (29%) presentaban pobreza moderada y 9716 (3.3%) estaban en pobreza extrema. De acuerdo con el Informe anual sobre la situación de pobreza y rezago social en 2010, Pachuca presentó, que el 54.9% de la población, es decir 163 247 personas tenían carencia por acceso a la seguridad social y la incidencia de la carencia por acceso a la alimentación fue de 21.3%, es decir una población de 63 315 personas
En el Padrón de Beneficiarios de la Secretaría de Desarrollo Social se contempla a cerca de 67 000 habitantes inscritos en diecisiete programas de la dependencia federal. Programas como: Oportunidades, Hábitat, 3x1 Migrantes, Programa de Empleo Temporal, Programa para el Desarrollo de Zonas Prioritarias, 70 y más, Liconsa, Programa de Rescate de Espacios Públicos, entre otros programas; cerca del 22 por ciento de la población se encuentra afiliada a uno de estos programas sociales.
En 2010 en Pachuca, cerca de 8000 viviendas se calificaron por la Secretaría Desarrollo Social como “hogares pobres”. De acuerdo a esta información, son 31 los barrios y colonias que presentan casos de rezago social, pobreza y marginación entre los que se encuentran: El Bordo, Camelia, San Miguel Cerezo, El Huixmí, Pitahayas, Santiago Tlapacoya, Santa Gertrudis, Los Arcos, San Pedro, Ampliación San Antonio, Las Campanitas y Barrio del Judío. La Sedesol y el Coneval determinaron que nueve localidades del municipio de Pachuca de Soto presentan grados altos de rezago social; se trata de Cerro de Guadalupe, El Puerto, Ampliación San Antonio, La Rabia, Barrio Tiquixu, Colonia del Valle, Cerro de San Cristóbal, Corona y Teresa Vázquez Pérez.

## Religión

### Iglesia católica

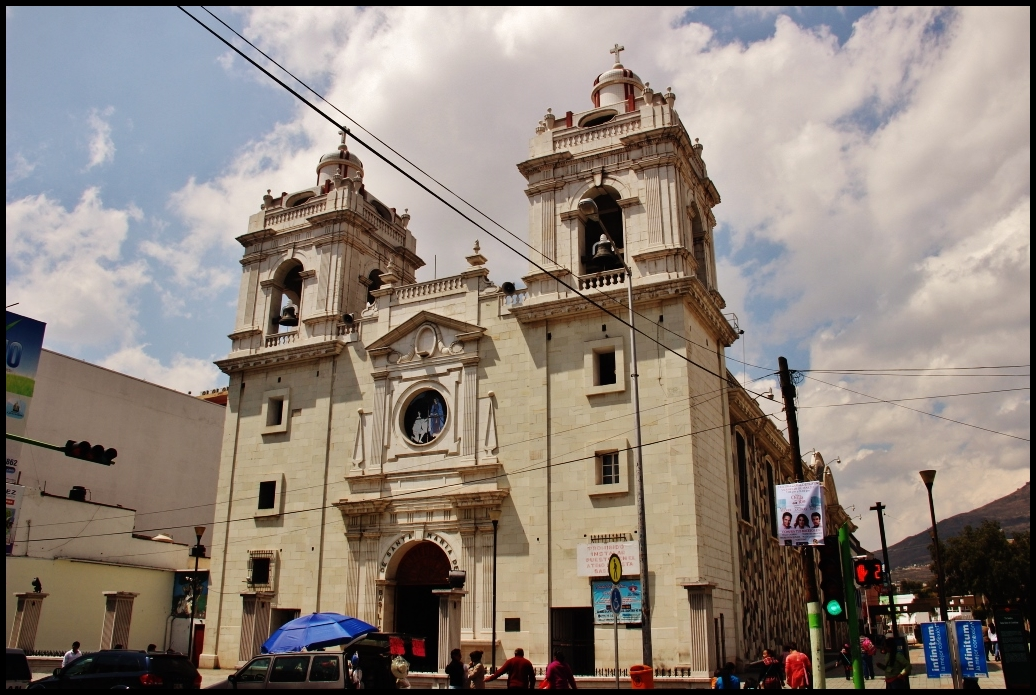
La Basílica Menor de Nuestra Señora de Guadalupe, una de las iglesias más importantes. En el año 2004 por anuencia del Papa Juan Pablo II, fue consagrada como Basílica Menor en honor a Nuestra Señora de Guadalupe.

La Iglesia católica, es la más practicada, la evangelización en la región se inició cuando los Franciscanos cerca de 1528 misionaron en la ciudad. En seguida se efectúa el arribo de los sacerdotes del clero secular, quienes se encargarían de la jurisdicción religiosa católica. En 1905 la ciudad se le anexó a la Arquidiócesis de Tulancingo. La ciudad cuenta con 16 parroquias, 1 cuasiparroquia, 1 capellanía y 2 santuarios, siendo San Francisco Asís el santo patrono de la ciudad.
Todo el año se hacen fiestas patronales rindiéndole culto al santo de cada parroquia en algunas colonias de la ciudad, destacan: en San Antonio el Desmonte (13 de junio, en honor a San Antonio de Padua); la colonia Plutarco Elías Calles (24 de junio, en honor a San Juan Bautista); en Nopancalco (29 de junio, en honor a San Pedro); Santiago Tlapacoya (25 de julio, en honor a Santiago Apóstol); la Colonia San Cayetano (7 de agosto, dedicada a Cayetano de Thiene); Parroquia de la Asunción (15 de agosto, dedicada a la Asunción de María); la Colonia San Bartolo (24 de agosto, dedicada a Bartolomé el Apóstol); San Miguel Cerezo (29 de septiembre, dedicada a San Miguel Arcángel); la colonia el Palmar (28 de octubre, dedicada a San Judas Tadeo); la colonia Céspedes (el 3 de noviembre, en honor a Martín de Porres); la Colonia Santa Julia (10 de diciembre, en honor a Santa Julia).

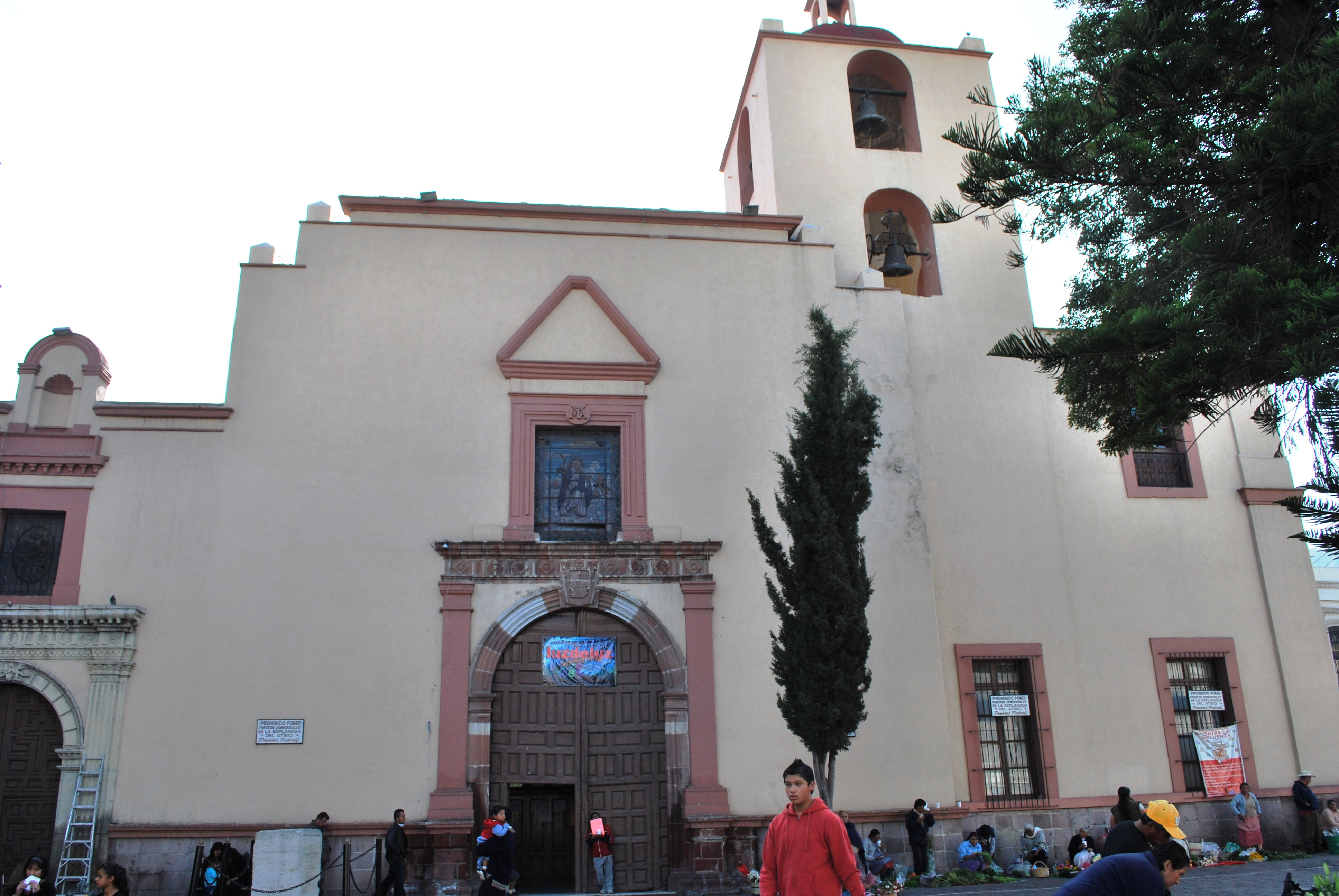
Parroquia de la Asunción.
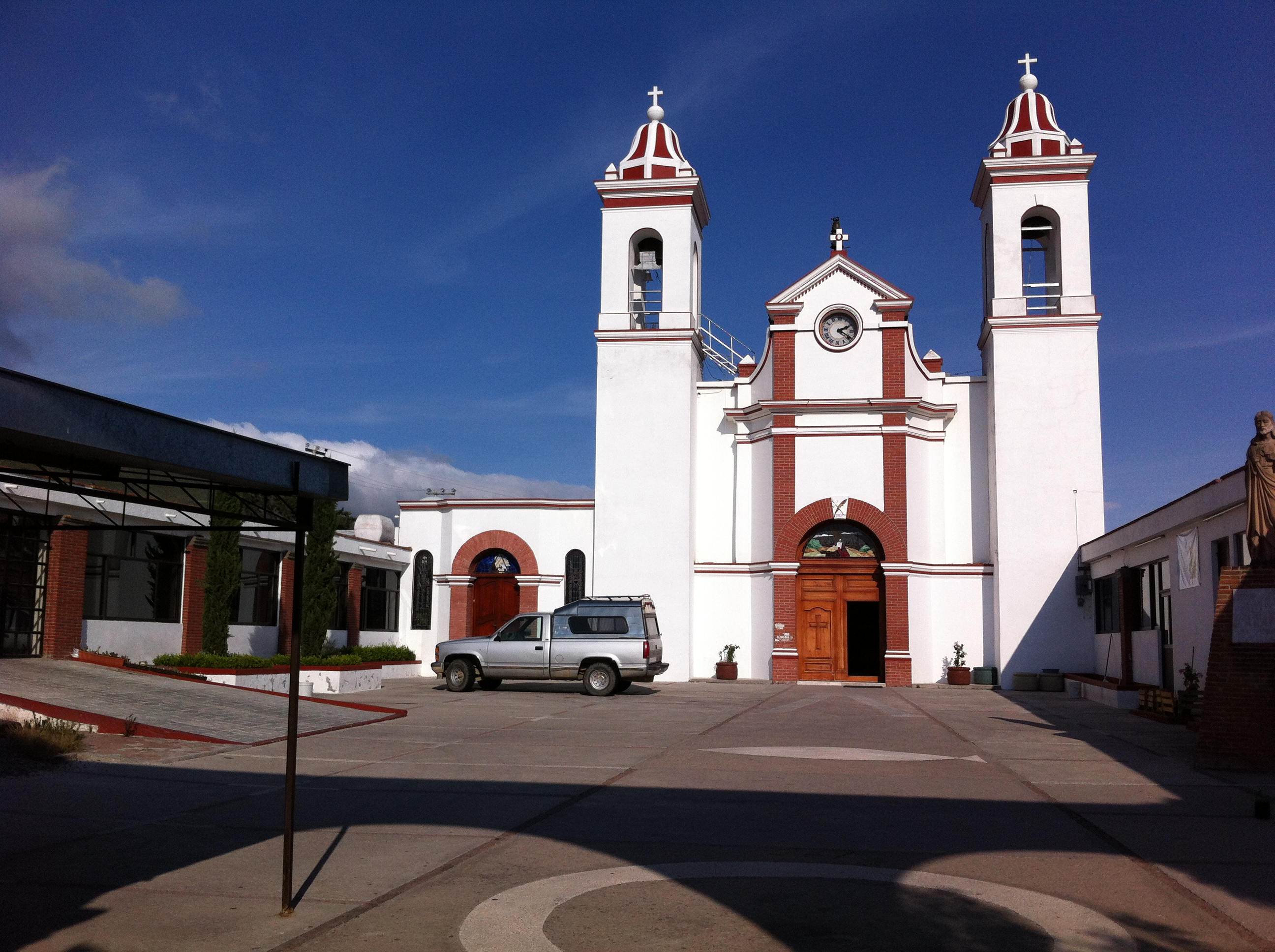
Parroquia de San Bartolomé.
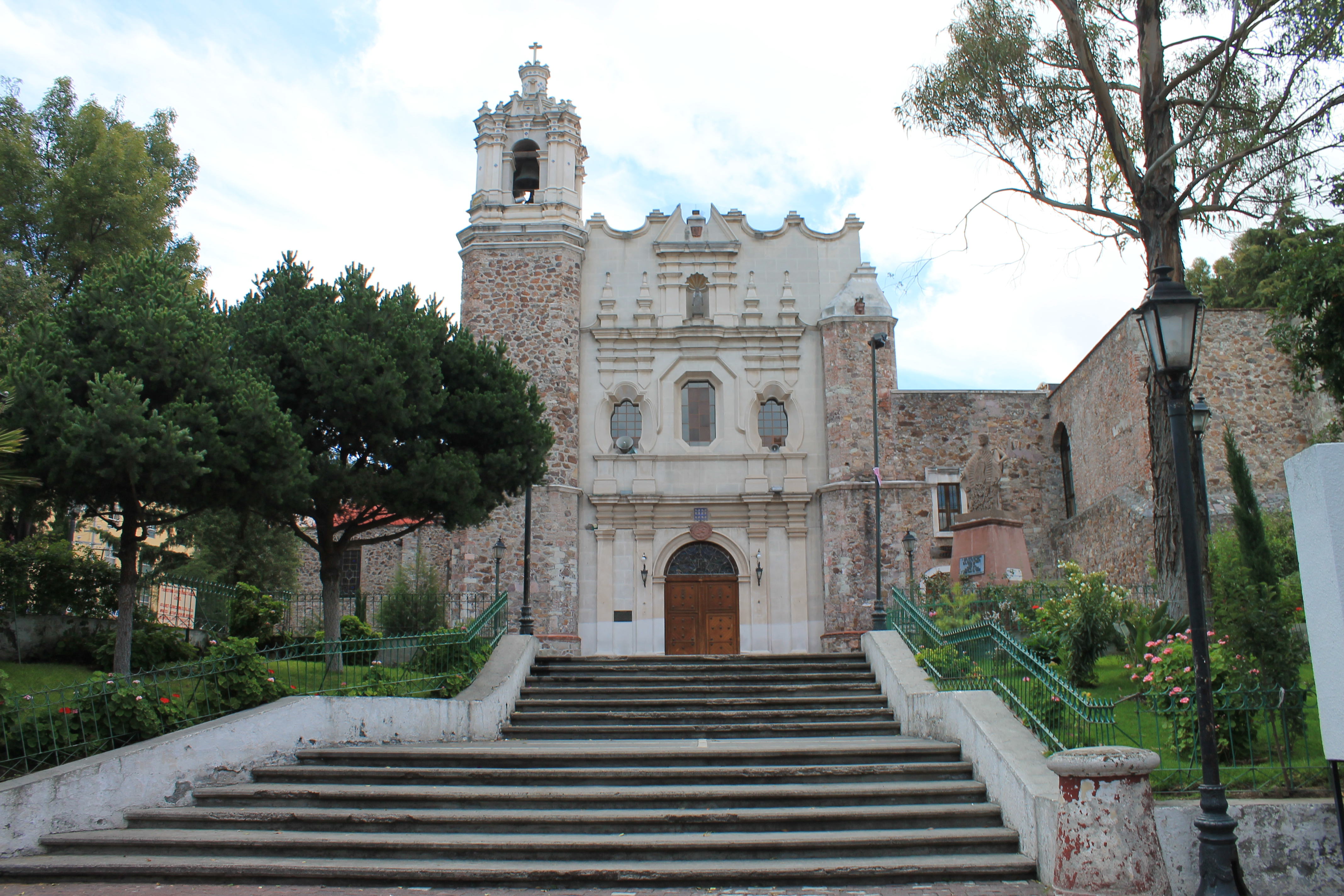
Templo y exconvento de San Francisco.
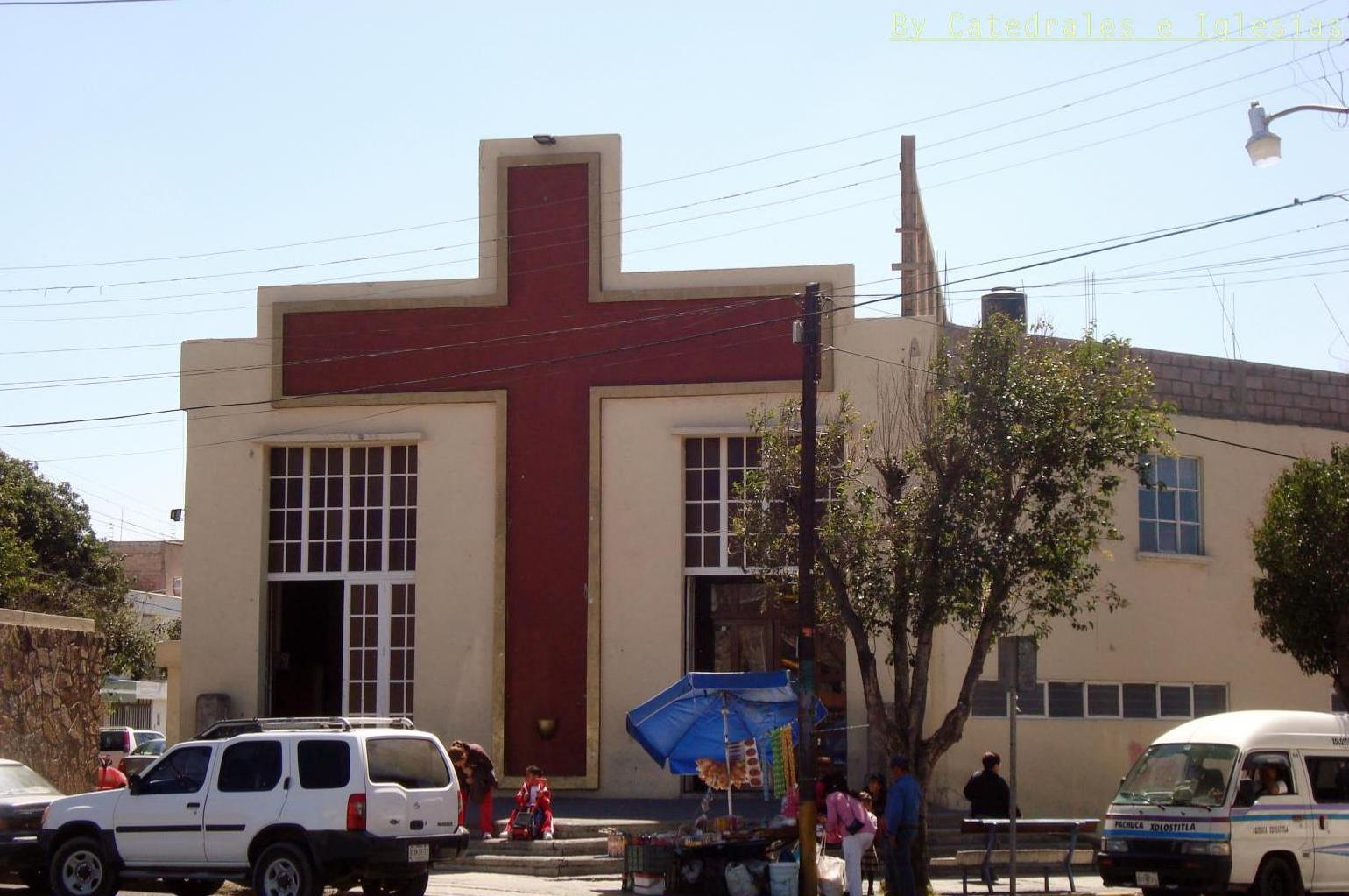
Parroquia de San Martín de Porres.
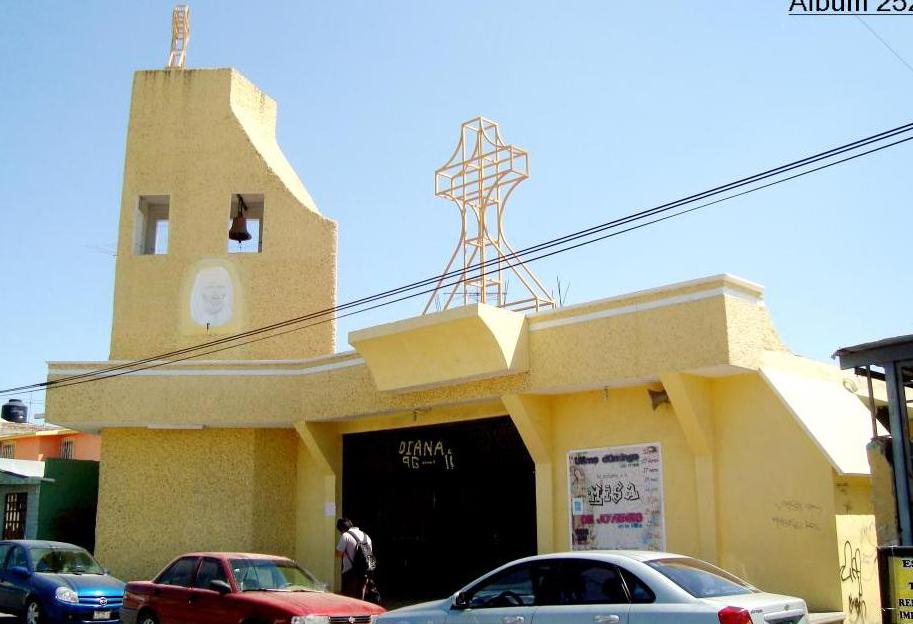
Parroquia del Señor de la Resurección.
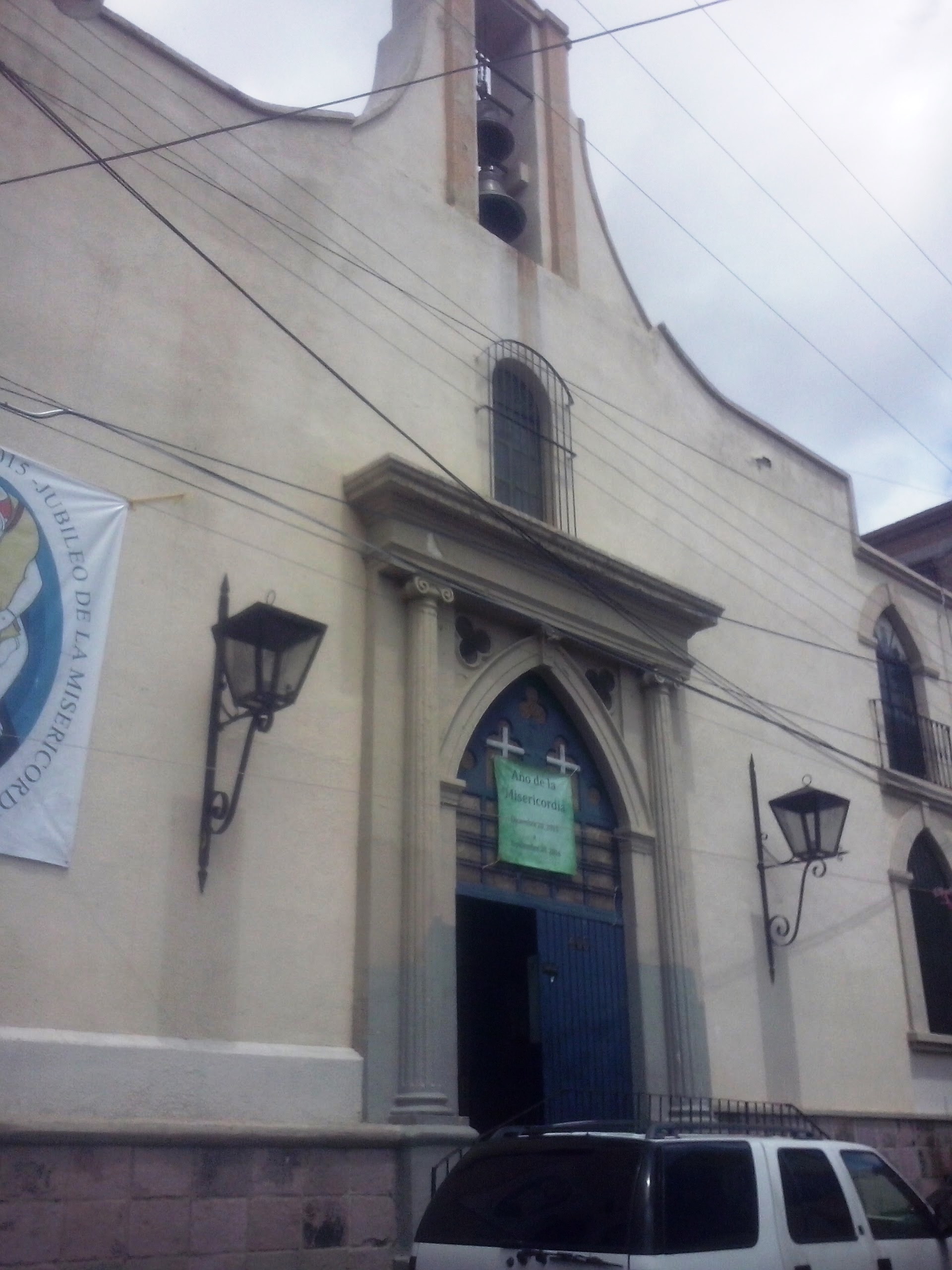
Parroquia del Carmen.
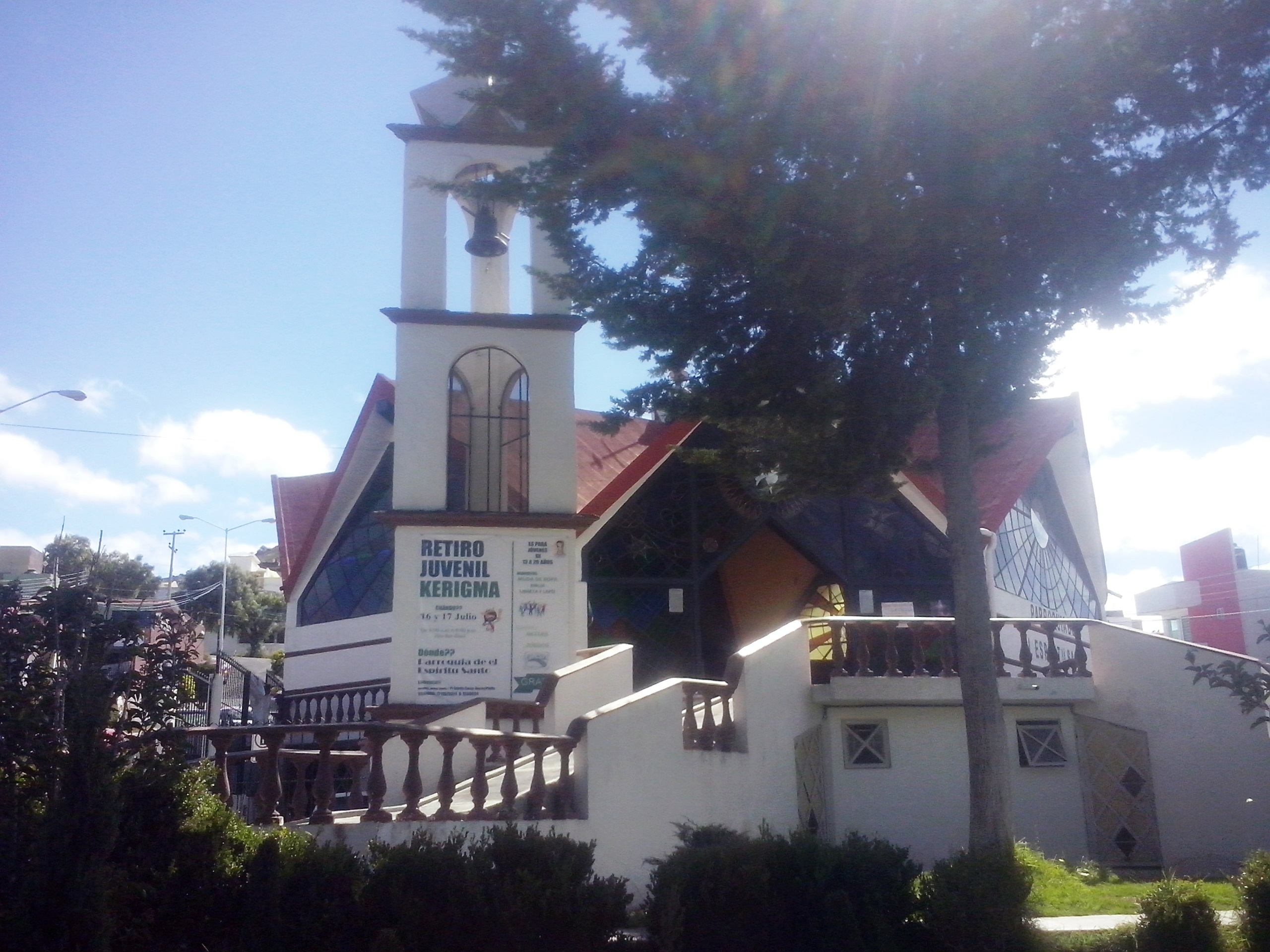
Parroquia del Espíritu Santo.

### Protestantismo

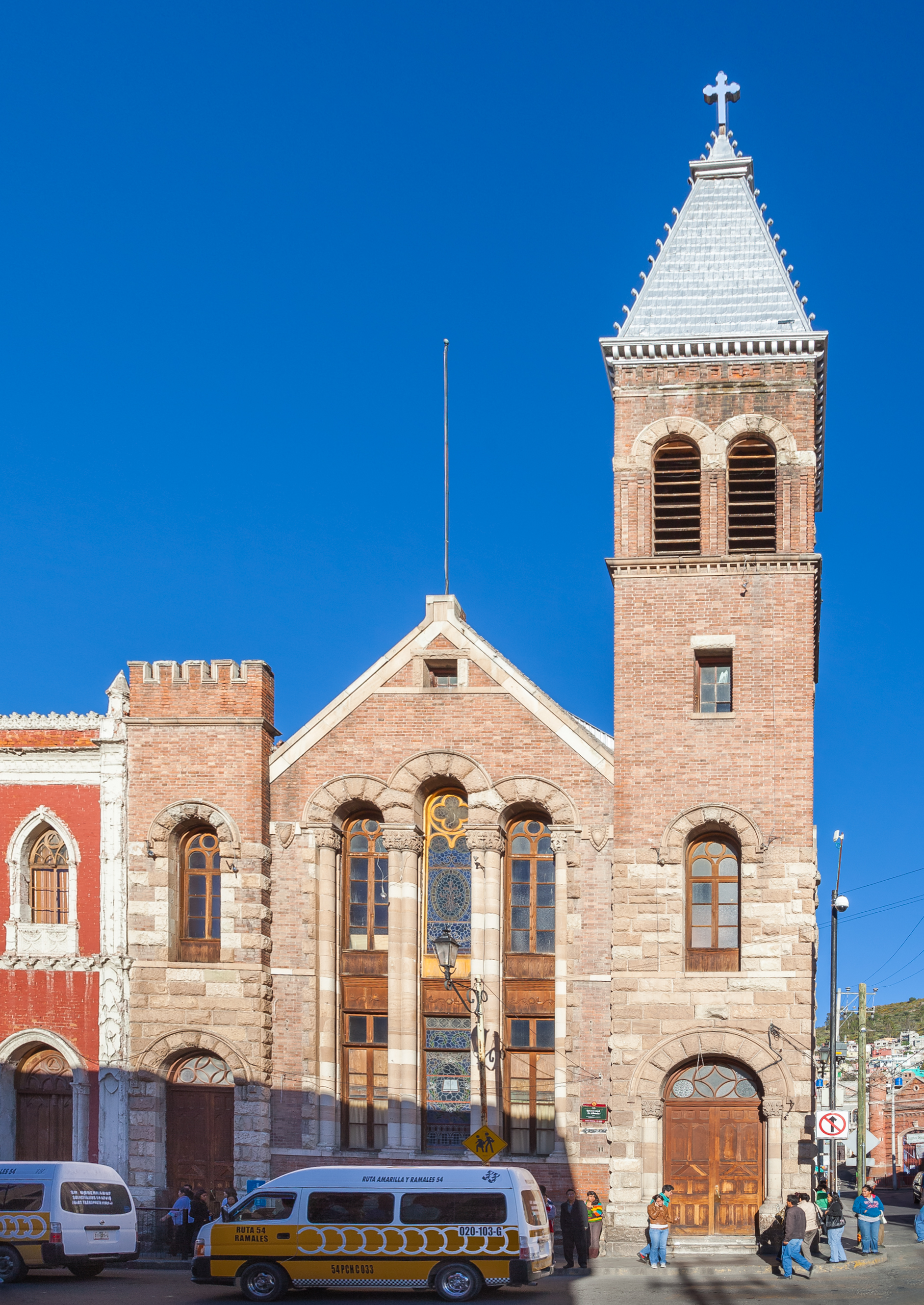
Iglesia Metodista del Divino Salvador, su construcción data de 1840 a 1900. El 18 de agosto de 1901, se inauguró de manera oficial.

A partir de la segunda década del siglo XIX, por la presencia de numerosos directivos y técnicos mineros de origen córnico e inglés, llegaron a Pachuca diversas ramas de Protestantismo, entre ellas el Luteranismo, Calvinismo, Anglicanismo y Metodista. Estos mineros establecieron en 1840 y la primera congregación protestante de habla inglesa en la región. Se estima que en 1850 llegó a Pachuca el primer pastor protestante, el reverendo Henry Davis, quien ofició los cultos en inglés en la Finca San Lunes.
Existen dos versiones en cuanto a la fundación del protestantismo como tal en Pachuca: una le asigna el año de 1873, por John W. Butler; y la otra el de 1875, a partir de un pequeño grupo independiente organizado por Marcelino Guerrero. En 1875, Marcelino Guerrero celebró actos del culto público metodista, y entre ellos tuvo lugar el primer bautizo en Pachuca.

### Judaísmo
La Comunidad de judía de Venta Prieta se fundó en el siglo XVI, por los criptojudíos, Manuel de Lucena y Beatriz Enríquez. Ellos daban apoyo y protección todos los condenados por la Inquisición española. En 1596, cuando uno de los vecinos después de percatarse del auxilio a un condenado al uso de Sambenito, decidió denunciarlos ante el Tribunal del Santo Oficio. Lucena sería condenado a morir a garrote y después ser quemado su cuerpo; el otro ajusticiado, Luis de Carvajal, fue sentenciado a morir quemado, las sentencias se ejecutaron el 8 de diciembre de 1596, en la Ciudad de México.
En 1920 el pueblo judío descendiente de los criptojudíos del virreinato se organizan en la "Congregación Kahal Kadosh Bnei Elohim" en la ciudad. Actualmente la Comunidad Mexicana Israelita el Neguev "Venta Prieta" mantiene una sinagoga del judaísmo en la ciudad. El 21 de julio de 2011 se inauguró una plata kósher en Zapotlán de Juárez.

### Denominaciones cristianas
La Iglesia de Jesucristo de los Santos de los Últimos Días cuenta con ocho templos en la ciudad. Otras religiones con presencia en la ciudad son los Testigos de Jehová, la Iglesia de Dios Israelita, Iglesia adventista del séptimo día y la Iglesia La Luz del Mundo. También hay grupos de personas que se declaran ateos y agnósticos.

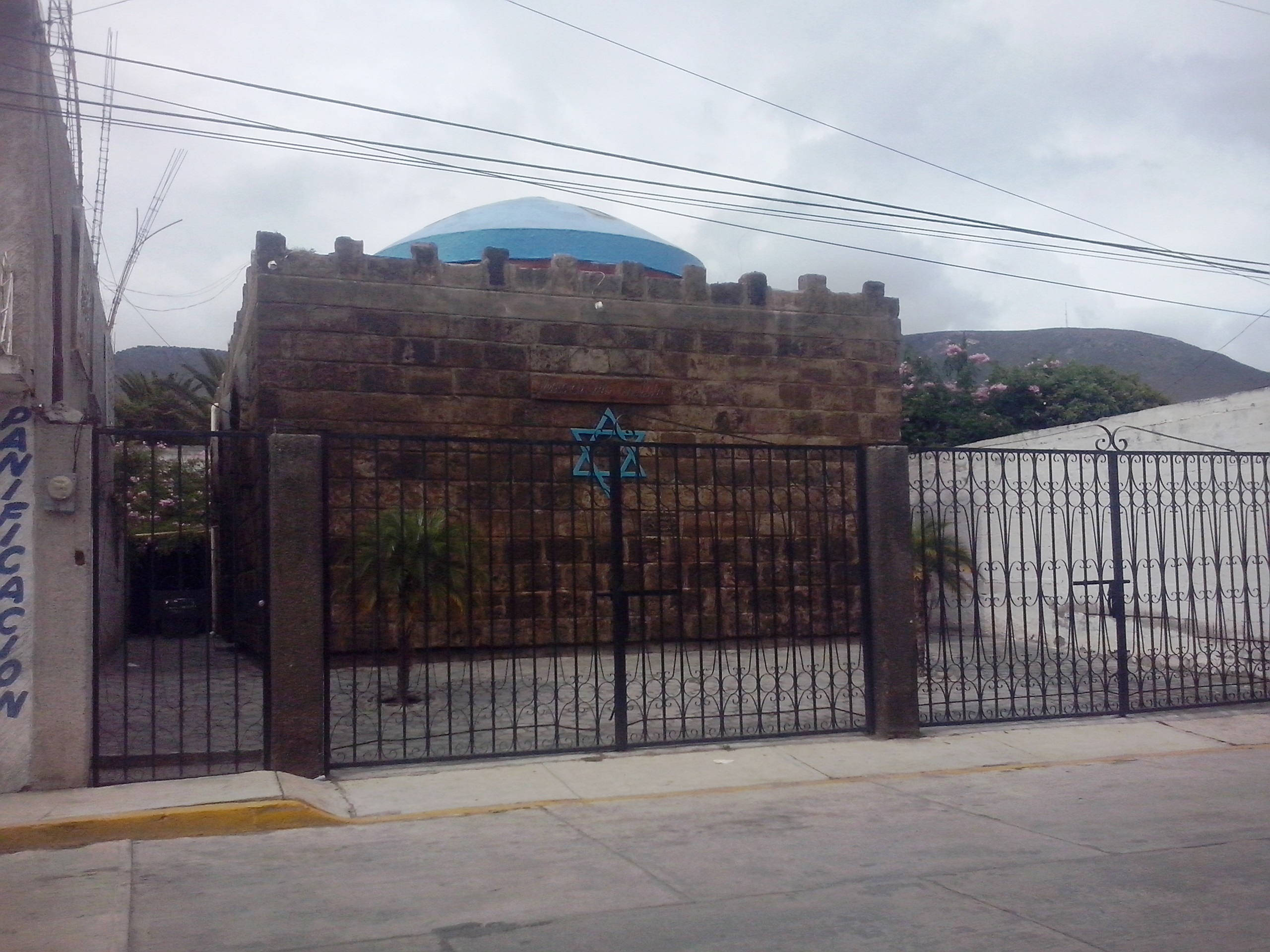
Iglesia de Dios Israelita en Pachuca.
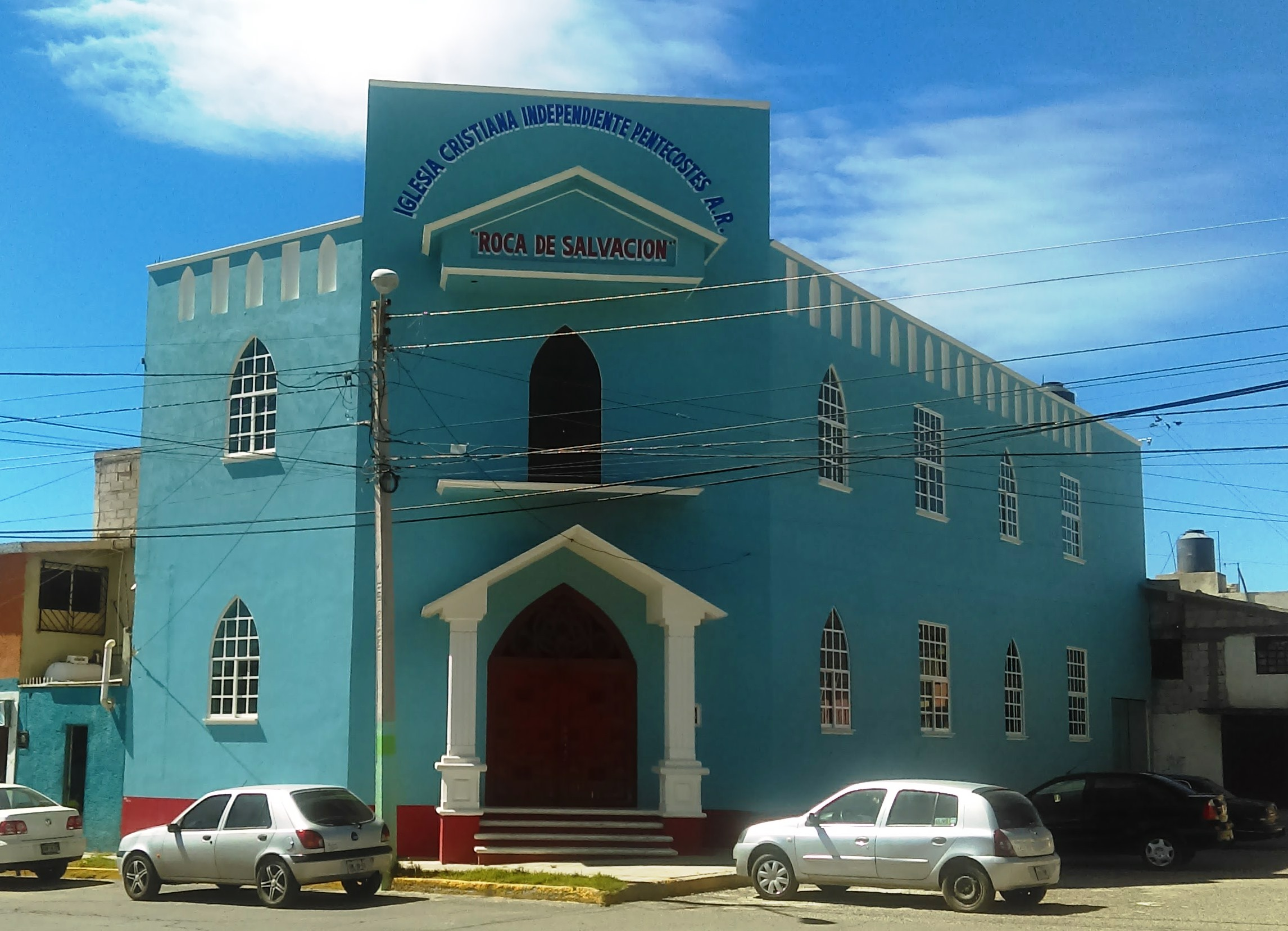
Iglesia Cristiana Independiente Pentecostes - Roca de Salvación en Pachuca.
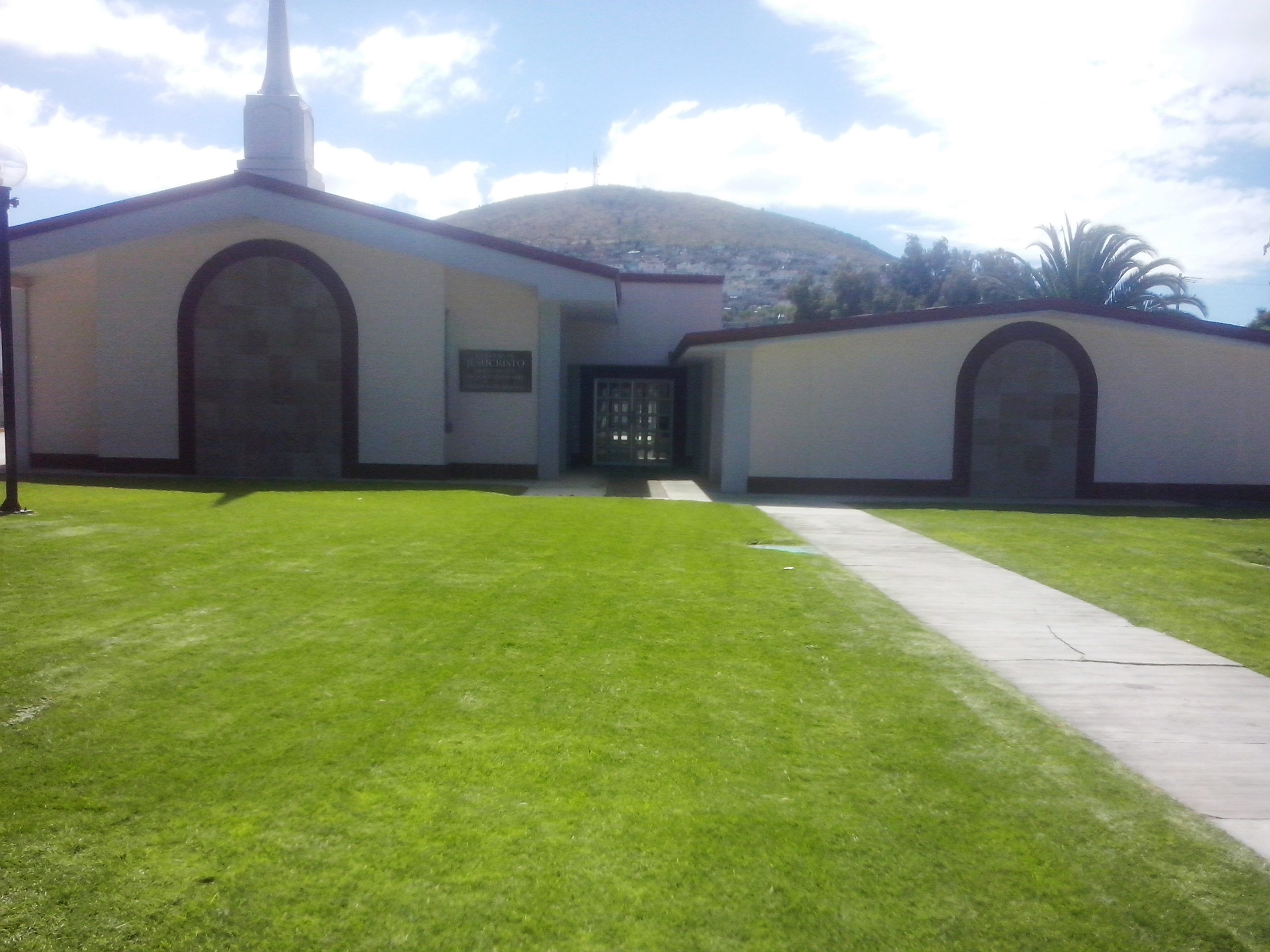
Iglesia de Jesucristo de los Santos de los Últimos Días en Av. Revolución.
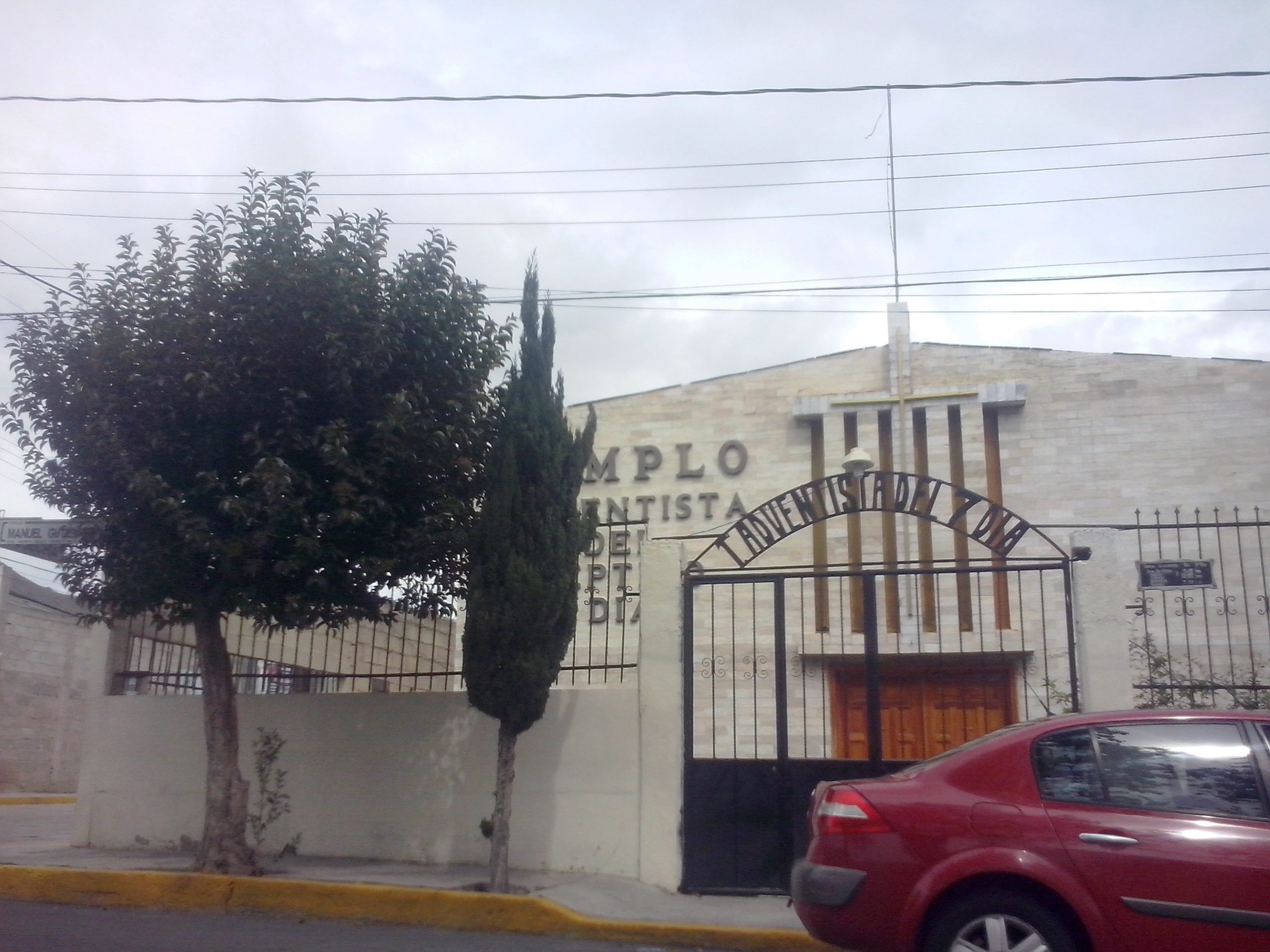
Iglesia Adventista Rojo Gomez en Pachuca.

### Otras religiones

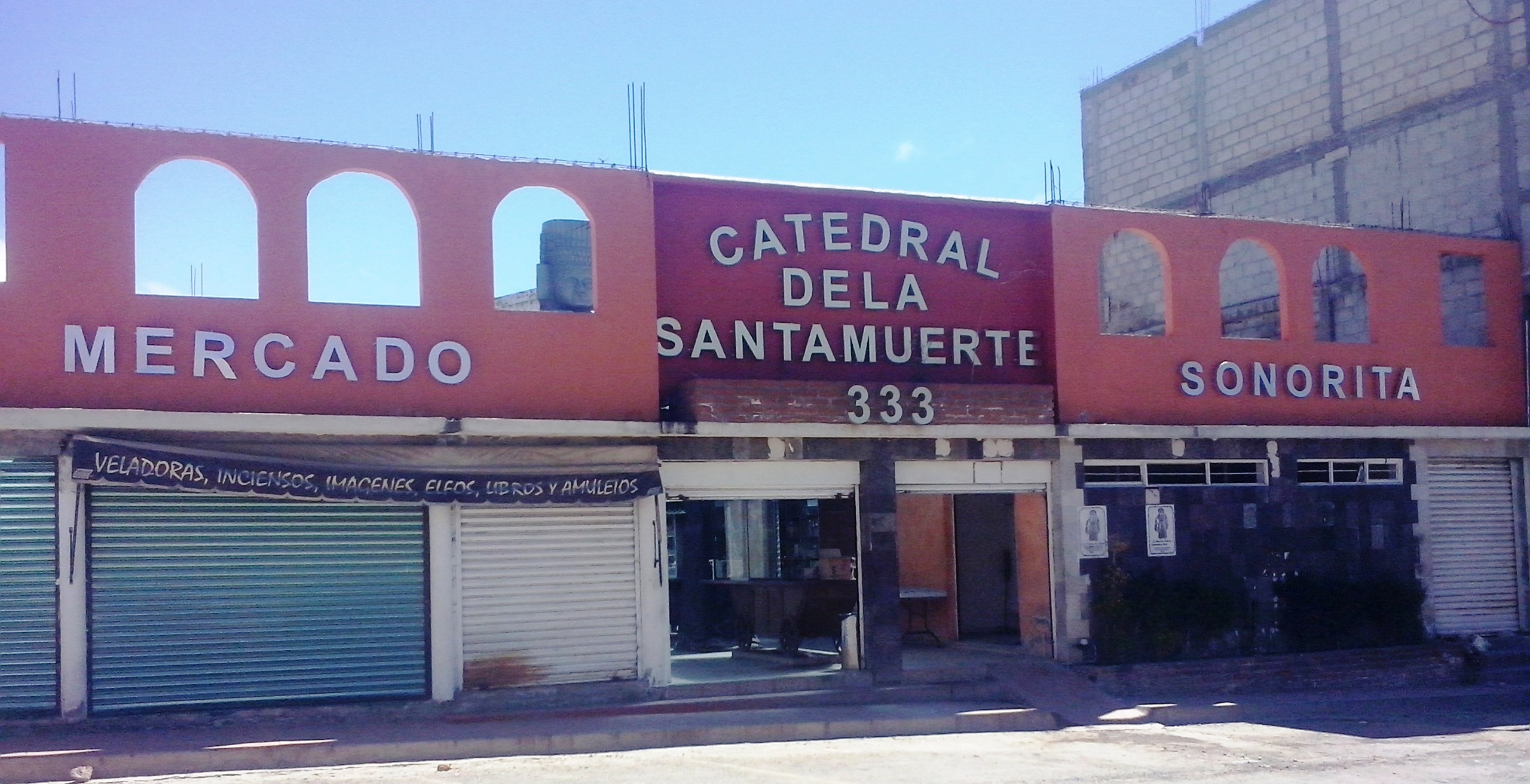
Mercado Sonorita también conocido como la Catedral de la Santa Muerte.

La Santa Muerte se venera en el estado de Hidalgo desde 1965. En la ciudad existe un lugar dedicado a la Santa Muerte, denominada "la Niña Blanca" el santuario es llamado Mercado Sonorita "Catedral de la Santa Muerte". El culto vino directamente desde la comunidad de Tepatepec, donde se encuentra otro santuario. En promedio asisten 400 y 500 personas al día al santuario, aunque durante misas y festejos acuden hasta mil personas.
Se encuentra localizado en la colonia Nueva Hidalgo, a metros del panteón municipal, a la entrada a este recinto, marcado con el número 333. En el altar principal, una figura de la niña blanca, de cinco metros, aproximadamente, que en el centro, en lo que sería su pecho, tiene dentro otra escultura de Jesucristo. El santoral de esta catedral, además, lo integran 12 deidades que son objeto de veneración, como el Cristo negro, Jesús Malverde y Eleggua. Este santuario ha generado algunos problemas, principalmente la inconformidad y molestia de algunos habitantes de la zona.
En febrero de 2017 en la Zona Plateada se intentó abrir una capilla en honor a Jesús Malverde, aunque fue cerrada por las autoridades debido a que se trataba de un bar disfrazado de capilla. En la colonia El Tezontle se encuentra la iglesia de San Juan de los Lagos conocida por ser supuestamente financiada por el narcotráfico, debido a que una placa colocada en un pilar del inmueble, que anunciaba a Heriberto Lazcano Lazcano como benefactor.

## Urbanismo

### Vivienda

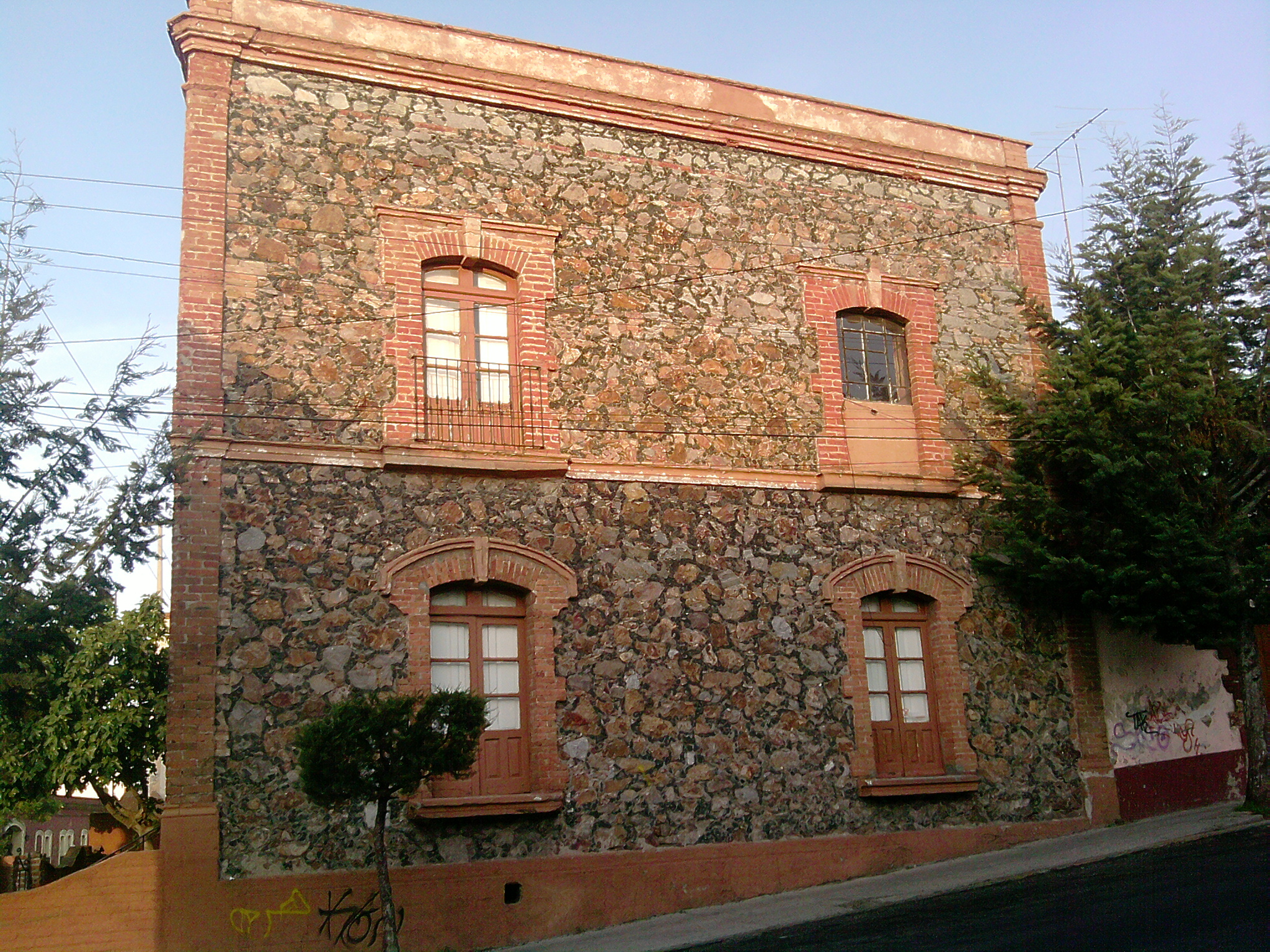
Casa de piedra en el Centro histórico la cual es considerada un monumento por el INAH.

El total de ocupantes de viviendas particulares en 2015 es de 78 571 que representa el 10.4% estatal, con un promedio de 3.5 habitantes por vivienda. En general, para la construcción de la vivienda se usan el techo, las paredes y pisos de cemento, aunque no dejan de existir algunos barrios cuyas construcciones tienen, en su mayoría, techos de lámina y pisos de tierra.
El servicio de agua potable cubre el 97% de las viviendas, cuenta con una sola red de abastecimiento de agua potable; la Comisión de Agua y Alcantarillado de Sistemas Intermunicipales (CAASIM), es el organismo público encargado de conservar y mejorar los sistemas de agua potable y alcantarillado, y así como el tratamiento de aguas residuales y rehúso de las mismas.
El servicio de electricidad ha cubierto, el 99% de viviendas. El alumbrado público fue instalado en 1887, abarca el 90% de las colonias, se encuentran en servicio 16 628 lámparas de alumbrado. El servicio está a cargo de la Comisión Federal de Electricidad (CFE) División Centro Oriente (Puebla, Tlaxcala e Hidalgo).

### Espacio urbano

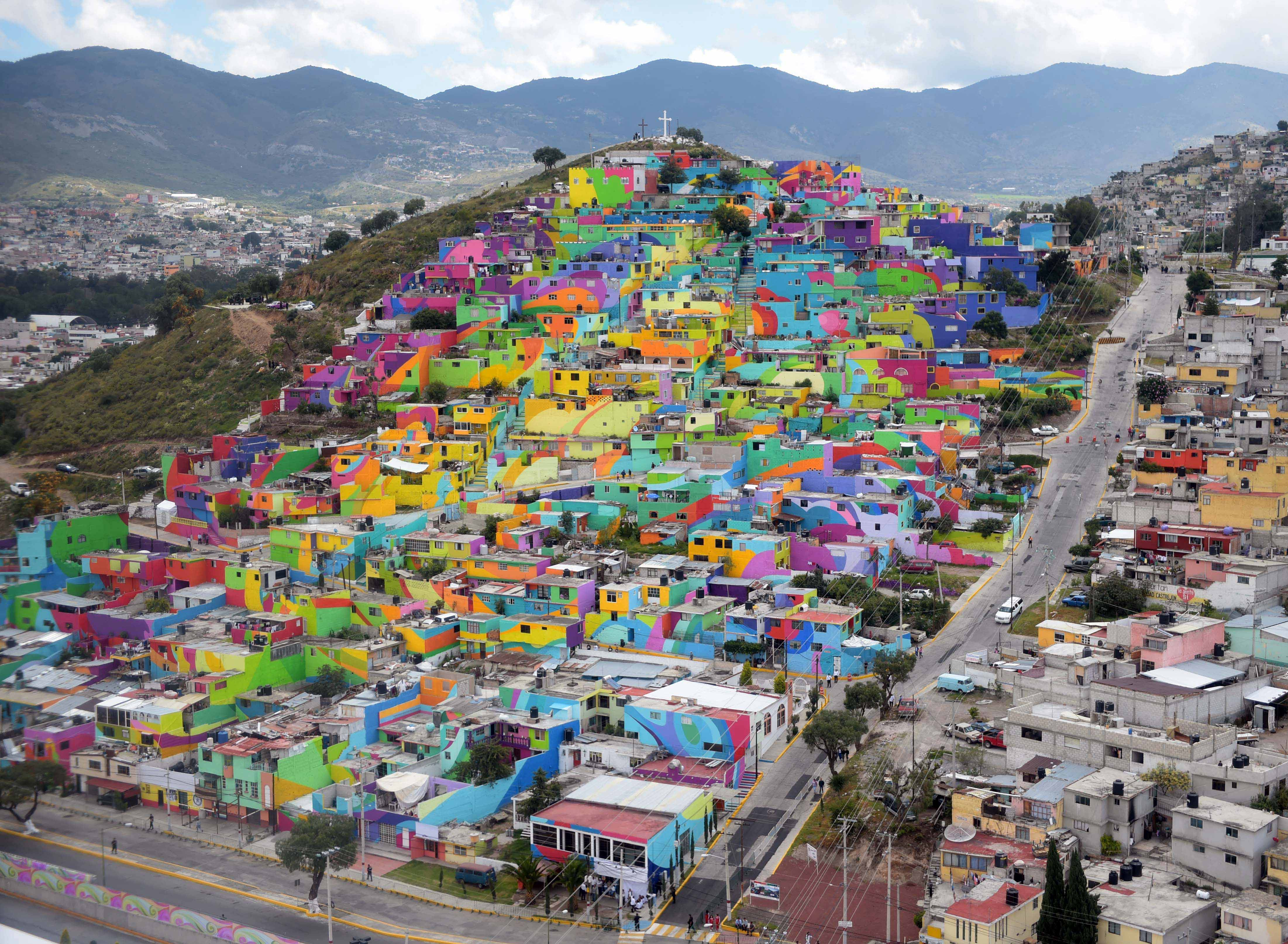
Colonia Palmitas, donde se observa el Macromural Pachuca se Pinta donde 209 casas habitación fueron pintadas en un área de 20 000 m², con 190 colores.

De acuerdo al Ayuntamiento de Pachuca, el territorio municipal de Pachuca se integra por: cincuenta y un colonias, treinta y tres barrios, veintidós fraccionamientos, y once comunidades. Y de acuerdo al INEGI se compone por veintidós localidades.
De los 163.73 km² de extensión del municipio; la superficie urbana utilizada es de 64%, debido a la utilidad extensiva e intensiva de la tierra que gradualmente ha ido incrementándose por la demanda de vivienda, lo que corresponde a un aspecto demográfico que vincula la ocupación de áreas anteriormente destinadas al cultivo. En seguida, el 36% es de uso agrícola, donde principalmente predominan las tierras de temporal y los pastos naturales, y en menor importancia, las tierras de riego.
La diversidad de la estructura urbana se debe a la actividad económica de sus habitantes, y al nivel de servicios y equipamiento urbano ofrecidos en el área. De tal manera de la superficie urbana (64%), más del 53% de la superficie total urbanizada tiene un uso habitacional y se ubica en el área oriente y noreste principalmente.
El 7%  corresponde al uso de servicios o área de equipamiento urbano, e incluye todo tipo de infraestructura educativa, administrativa, de salud, cultural, de hospedaje, de transporte, alimenticia y demás. Al uso comercial se destina 4%; y al uso mixto 1%, los terrenos baldíos ocupan el 6.7%, la cantidad de suelo destinado a uso industria representa el 0.25%.

### Crecimiento urbano de Pachuca

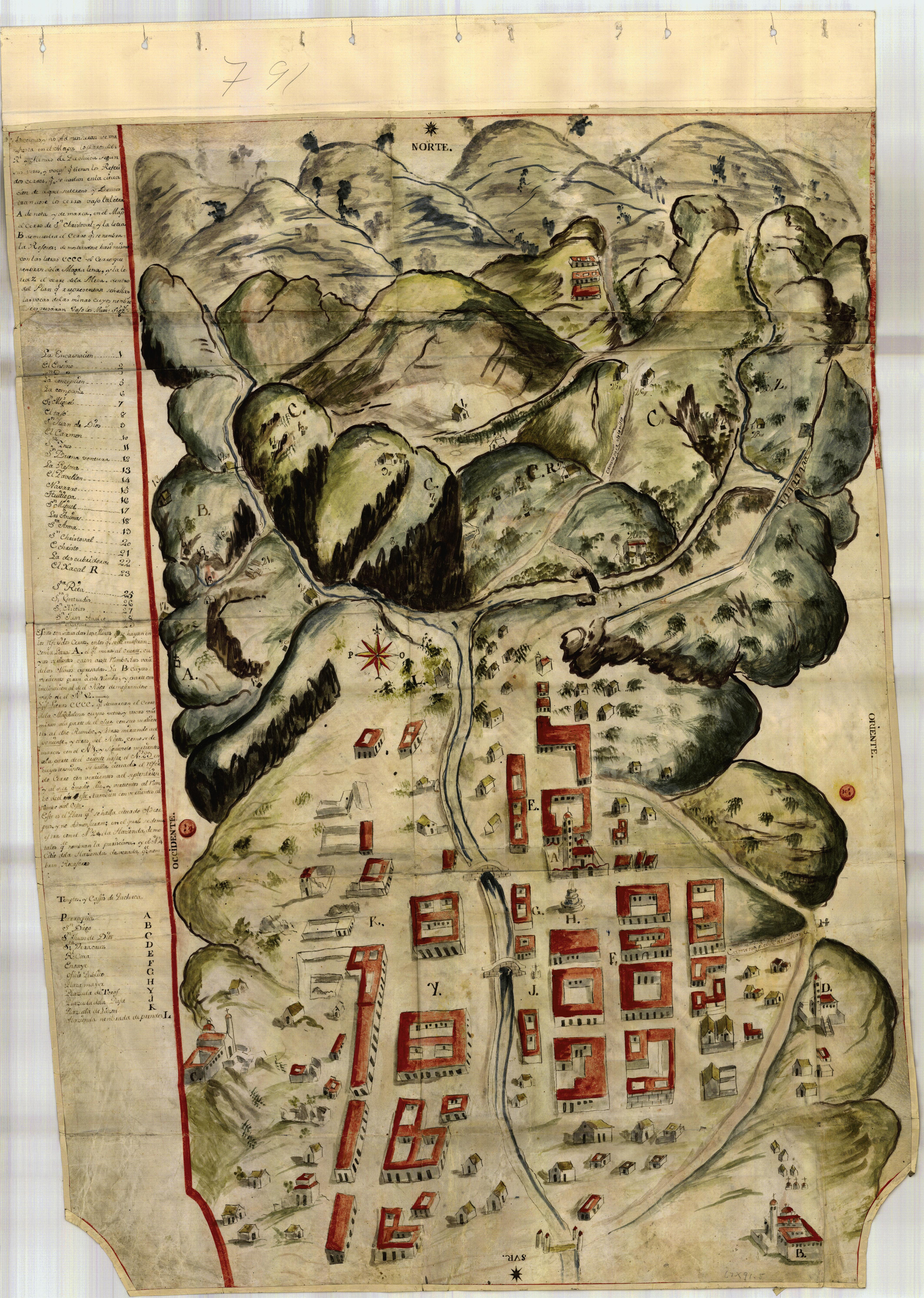
Mapa de los cerros del Real de Minas de Pachuca, elaborado en 1750 de autor desconocido.

En 1050 los otomíes se asientan en Njunthé, en la región de Pachuca, después cronológicamente, dominaron después los chichimecas cuyo centro religioso fue Xaltocan.  En el siglo XV, en 1438 es cuando la ciudad fue fundada por un grupo mexica.
Después de la Conquista de México para 1529-1530, la población estaba ya trazada, contaba con calles, cárcel y plaza, así como habitantes de nombre y apellidos ibéricos. La Calle Hidalgo es una de las primeras en ser trazadas y recorre desde la Plaza de la Constitución hasta el llamado Parque Hidalgo, donde destaca la "Casa Colorada", que fuera la hacienda del Conde de Regla.
El descubrimiento de minas de plata realizado en 1552 fue el detonante para la creación de un nuevo centro de explotación minera a del siglo XVI al primer cuarto del siglo XIX. El desarrollo minero dio comienzo en 1555, en la hacienda de la Purísima Concepción, cuando Bartolomé de Medina inventó el sistema de amalgamación para el beneficio de los minerales.
A partir de este momento, el aspecto de la población se transforma notablemente, pues empezaron a llegar decenas de operarios para emplearse en los diversos laboríos mineros, así la relación de tasaciones señala que para 1560, es decir ocho años después del descubrimiento de las minas, la población ascendía a 2200 habitantes, lo que significaba un incremento de casi el 300% con relación a la de 1550. La ciudad tuvo un inicio muy modesto; en el siglo XVII, el núcleo urbano consistía solamente en una serie de casas de un solo nivel, con cubierta plana de terrado. La distribución urbana era bastante irregular, la alineación de las calles en varias secciones era inexistente, el río de las Avenidas representaba la columna vertebral de la ciudad.
El 17 de mayo de 1768, el bachiller Francisco Xavier Castañeda, en respuesta a la petición del Arzobispo de México, Francisco Antonio Lorenzana, envió el resultado de un exhaustivo censo de los datos contenidos en tal padrón, se pueden ver la existencia de: 9 barrios, 6 haciendas, 9 ranchos, 6 estancias de minas y 5 estancias; finalmente se reporta la existencia de un pueblo, el de Santa María Magdalena Pachuquilla.
A fines del siglo XVIII se originó una gran afluencia y para 1791 se registraron en la jurisdicción 2755 españoles, 3821 mestizos y 3039 mulatos. Al inicio de la guerra de independencia las minas fueron abandonadas; en 1813, Pachuca recibe el título de Ciudad, mediante el pago de 3000 pesos que hizo Francisco de Paula Villaldea. De principios del siglo XIX, Pachuca y Real del Monte tuvieron un periodo de asociación con Cornualles, Inglaterra, la comunidad córnica e inglesa se estableció en la región, disminuyendo solamente durante la primera mitad del siglo XX.
De este periodo los asentamientos habitacionales se desarrollaron en las zonas altas de la ciudad, actualmente denominados Barrios Altos donde destacan las colonias: El arbolito, Cubitos; La Raza; Barrio del Lobo; Guadalupe; Nueva Estrella Secciones I, III, IV y V; San Juan Pachuca; El mirador, El Atorón; La Palma; Palmitas, San Clemente, Felipe Ángeles; y El Porvenir; además de los barrios de la Luz, Cruz de los Ciegos, Castillo, El Lucero, Las Lajas, Santiago-Arizpe, La Alcantarilla y La Surtidora.
Es hasta 1869, año en el que se designa como capital de Hidalgo, cuando su carácter de ciudad toma importancia sociopolítica. De 1850 a 1864 su crecimiento poblacional se ve triplicado al pasar de 4000 a 12 000 habitantes. En 1897 se contaba con 40 000 habitantes, diferente a la baja de 39 000 habitantes en 1910, sufrida por los movimientos sociales que azotaron el país. Las continuas incursiones en la zona rural adyacente a la ciudad por parte de salteadores de caminos; y la tardía erección del estado de Hidalgo, impidieron la aparición de un plan urbano. La Plaza Independencia, uno de los principales espacios públicos de la ciudad, no fue pavimentada sino hasta fines del siglo XIX. El Porfiriato propició nuevas inversiones de tal manera, la fisonomía urbana y arquitectónica de la ciudad comenzó a transformarse, la riqueza arquitectónica de la ciudad reside en los monumentos creados en esa época.

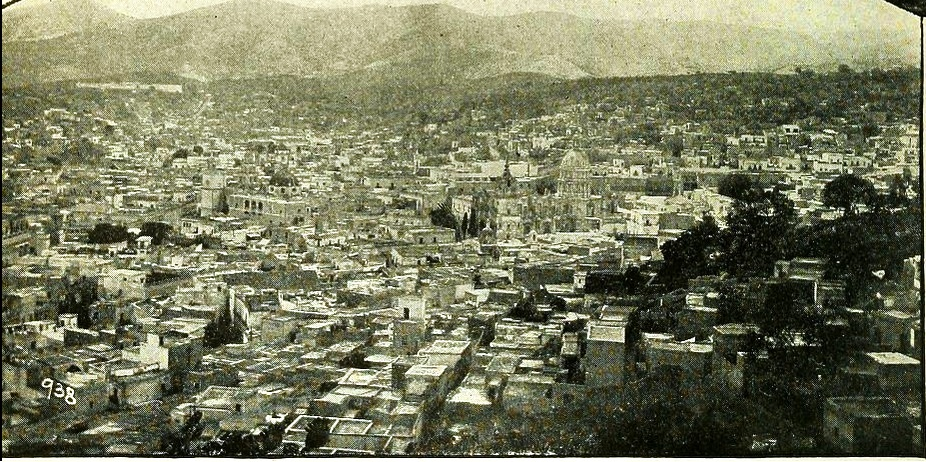
Panorámica de Pahuca en 1906.

En 1921 cuenta con 40 802 habitantes, de 1910 a 1921 la ciudad solo creció un 0.42%; en 1930 la población de la se calcula en 43 023 personas, la tasa de crecimiento en ese periodo fue de 0.56%. Entre 1940 y 1950, la tasa de crecimiento se mantuvo bajo el 1.68% anual. En el siguiente decenio el ritmo de crecimiento desciende a 0.96%. Es decir en el periodo de mayor crecimiento urbano del país, donde algunas ciudades crecían a tasas de más del 7.0%, el crecimiento poblacional de Pachuca era muy lento.
Durante 1940 a 1945, se da la decadencia de la minería, acrecentada por los altos costos de la extracción y el beneficio, por una parte, así como la baja de su precio en el mercado, debido a los importantes gastos de la Segunda Guerra Mundial; fue esto lo que obligó en 1947, a la empresa norteamericana dueña de la Compañía Real del Monte y Pachuca, a vender todas sus propiedades y enseres al Estado Mexicano, quien realiza la operación a través de Nacional Financiera. Al cierre y venta de estas empresas, se precipitó el aniquilamiento de la industria doméstica y el estancamiento del comercio citadino, y se generó un alto desempleo y fuertes corrientes de emigración.
Para 1950 la población ascendía a 64 329 habitantes. La estructura urbana, experimenta los primeros cambios en 1956, en lo que fueran los patios de maniobras de la Estación Hidalgo, donde se realiza la colonia Periodistas, y se inicia la colonia Revolución.
En 1964, surgen en los terrenos que ocupara el Ferrocarril Central las colonias Moctezuma, Flores Magón y Morelos, mientras que en el oriente se desarrollan las colonias Céspedes y Doctores. De 1967 a 1969, surgen nuevos polos habitacionales como Real de Minas (1967) y la colonia ISSSTE (1969). Entre 1960 y 1970 la ciudad crece en un 2.75%, en la década de los setenta surgen los primeros factores que sentarán las bases del despegue de la ciudad como: la instalación de industrias no mineras, un aumento del comercio, un incremento en el aparato burocrático y la elevación de la población estudiantil en los diversos planteles de educación superior.
Se da la construcción de la Terminal Central de Autobuses de Pasajeros de Pachuca en 1977 y los fraccionamientos de Constitución (1970-1975), Venta Prieta (1974) y Santa Julia (1975). En 1979 se aplicaron los programas del fondo para la vivienda, lo que suscitó el desarrollo de los primeros fraccionamientos de interés social dirigidos a trabajadores, dentro de estos se encuentran las colonias Abasolo, Felipe Ángeles 1a y 2a secc, Venustiano Carranza, Céspedes, Reforma, El Chacón, Ciudad de los niños, Cuauhtémoc, José López Portillo, Francisco I. Madero, Nueva Francisco I. Madero, Javier Rojo Gómez, Santiago Jaltepec, Sostenes Rocha, Toro y Unión Popular.
En 1979 se aplicaron los programas del fondo para la vivienda, lo que suscitó el desarrollo de los primeros fraccionamientos de interés social dirigidos a trabajadores, dentro de estos se encuentran las colonias Abasolo, Felipe Ángeles 1a y 2a secc, Venustiano Carranza, Céspedes, Reforma, El Chacón, Ciudad de los niños, Cuauhtémoc, José  López Portillo, Francisco I. Madero, Nueva Francisco I. Madero, Javier Rojo Gómez, Santiago Jaltepec, Sostenes Rocha, Toro y Unión Popular. De 1980 a 1985 se construyen las colonias Plutarco Elías Calles (1980), San Javier (1981), López Portillo (1981), Aquiles Serdán (1984) y 11 de julio (1985).
En los años ochenta la crisis nacional de 1982, el terremoto de México de 1985 originaron una serie de iniciativas que se enfocaban a regular el crecimiento de la Zona Metropolitana de la Ciudad de México. La implementación de tales medidas en Pachuca originó una serie de transformaciones que sentaron las bases para una expansión poblacional. La proximidad de Pachuca a la Ciudad de México facilitó la ubicación de estas nuevas funciones administrativas. Desde entonces, la emigración ha sido parte importante del crecimiento poblacional de Pachuca.
Se construyen los polos habitacionales Plutarco Elías Calles (1980), San Javier (1981), López Portillo (1981), Aquiles Serdán (1984), 11 de julio (1985), Pri-Chacón (1986), Juan C. Doria (1986), Unidad Minera (1987), y Villas de Pachuca (1989).  En 1993 se identifica el establecimiento de los nuevos conjuntos habitacionales Anáhuac, Arboleas de San Javier Res 3a y 4a secc, CTM Infonavit, Federalismo, Fraccionamiento Carmen, Lomas de Vista Hermosa, Magisterio Digno, Palmitas, Parque de Poblamiento, San Ángel, San Bartolo, San Cayetano, Las Flores y Tezontle.
En el año 2000 se inician nuevos proyectos como Bosques del Peñar, Cipreses, Forjadores de Pachuca 3a Secc Fracc.2, Fracc. La Colonia, las Águilas, Lomas de Chacón, Nuevo Hidalgo, Fracc Prismas I Y II, Fracc Punta Azul, U. ADM. y San Antonio. En el año 2000, los estudios arrojaron el dato de 245 208 habitantes, casi el 11% del total de la población en el estado. De 2005 a 2010 se desarrolló el proyecto Zona Plateada que cuenta con el Complejo Residencial Urban Flats Platino con 5 edificios departamentales y con las zonas residenciales de La Púrisima y El Refugio, con las privadas de Mina La Rica, Mina La Trinidad, Mina La Concepción, Mina Camelia Paraíso, Mina La Valenciana, Mina la Fe, Mina la Ciciliana.

## Zona metropolitana

La Zona Metropolitana de Pachuca forma parte de la Corona regional del centro de México.

La zona metropolitana, está conformada por siete municipios del Estado de Hidalgo los cuales son Pachuca de Soto, Mineral del Monte, Mineral de la Reforma, San Agustín Tlaxiaca, Epazoyucan, Zapotlán de Juárez y Zempoala. Además de estos, por su relación funcional, también en ocasiones se le ha incorporado Mineral del Chico.
Los municipios centrales son Pachuca y Mineral de la Reforma, estos dos municipios mantienen una estrecha conurbación física; por lo que distintas colonias y fraccionamientos localizadas Mineral de la Reforma, son referenciadas comúnmente como parte de Pachuca.
De acuerdo a las cifras dadas por la Encuesta Intercensal INEGI 2015, cuenta con una población de 557 093 habitantes y una superficie de 1201.61 km². Se cuenta con una densidad de población de 463.62 habitantes/km².
El 15 de octubre de 2009, se creó la Comisión Metropolitana de Pachuca la comisión se creó con el fin de buscar mecanismos eficaces de coordinación para una adecuada planeación, regulación del crecimiento físico, la provisión de servicios públicos y cuidado al medio ambiente.
Pachuca de Soto, mantiene una estrecha conurbación física con Mineral de la Reforma; por lo que distintas colonias y fraccionamientos localizadas en este son referenciadas comúnmente como parte del primero. A estas secciones se les designa en ocasiones como Pachuca (localidad de Mineral de la Reforma). En esta zona destacan las colonias Campestre, Villas del Álamo, Carboneras, San Judas Tadeo, Providencia, Los Tuzos, El Saucillo, Tulipanes y El Roble. Políticamente estas dos localidades están separadas pero en aspectos sociales y económicos se les maneja como una sola. Las zonas urbanas de la zona metropolitana han llegado a anexar pequeños poblados donde destacan: Pachuquilla, Exhacienda de la Concepción, Acayuca, Matilde, Barrio la Camelia, San Miguel Cerezo, El Huixmí, Colonia Santa Gertrudis y Santiago Tlapacoya.